# Jules Sauerwein

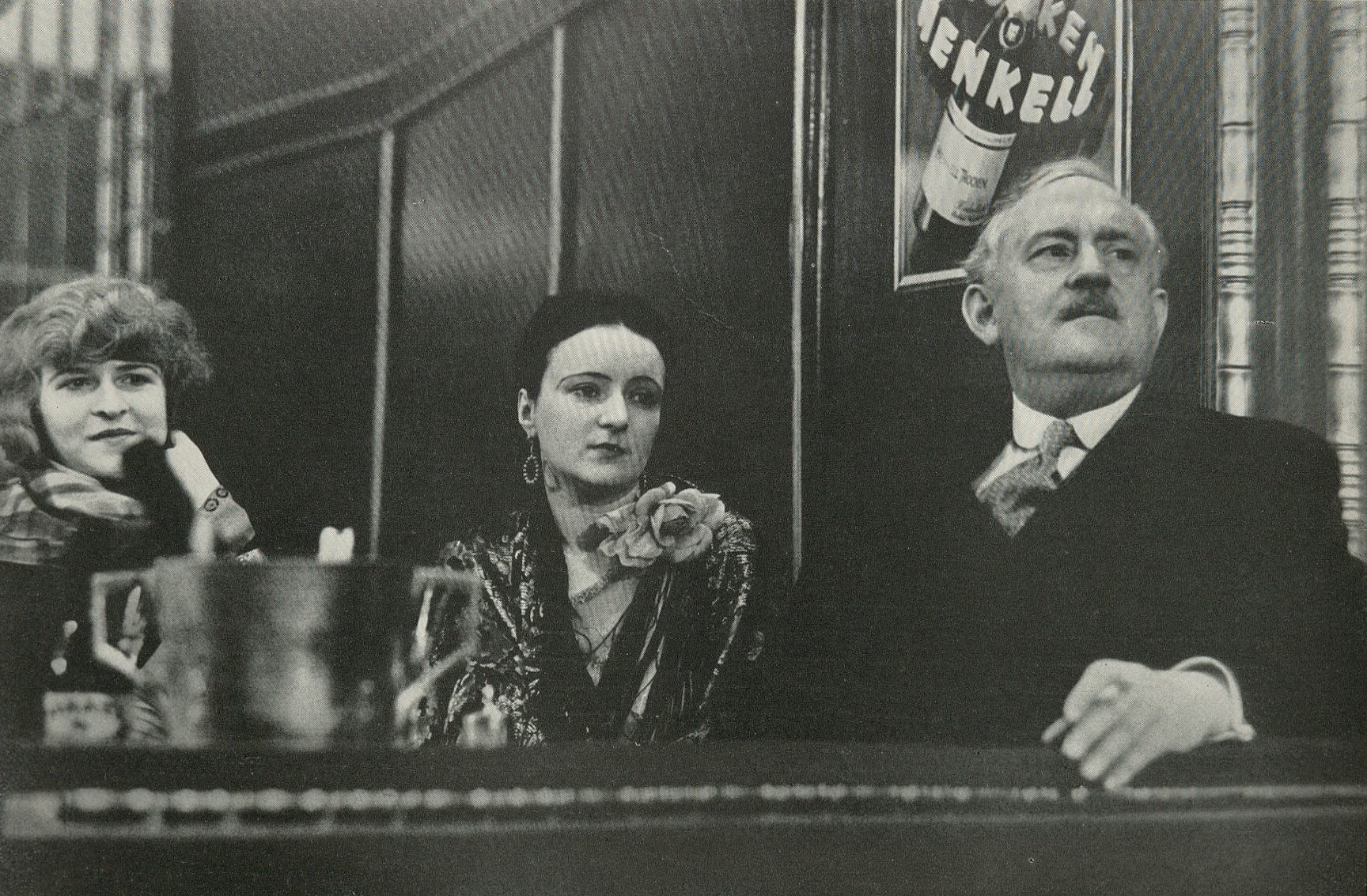
Jules Sauerwein à Wiesbaden
(in: Erich Salomon, Berühmte Zeitgenossen in unbewachten Augenblicken, Stuttgart : Engelhorn, 1931).

Jules-Auguste Sauerwein, né le 20 janvier 1880 à Marseille (France) et mort le 30 juin 1967 à Saint-Cloud (France), est un journaliste français.

## Biographie
Jules Sauerwein effectue ses études au lycée Thiers, puis au lycée Henri-IV. Il est titulaire d'une licence de lettres.
Il a été rédacteur pour le quotidien Le Matin ainsi que pour la Revue musicale de Lyon de Léon Vallas.